# Барі Ніна Карлівна
Ні́на Ка́рлівна Ба́рі (1901—1961 рр.) — радянський математик, доктор фізико-математичних наук, професор МГУ.

## Життєпис
Ніна Барі росла обдарованою дитиною. Ще в гімназії вона захопилася математикою, яку вважала улюбленим предметом. Ніна Карлівна була однією з перших жінок, що вступили вчитися на фізико-математичний факультет Московського університету. Це був перший прийом в університет після Жовтневої революції. Вона дістала можливість спілкуватися з найбільшими ученими країни — Д. Ф. Єгоровим, М. Є. Жуковським, М. М. Лузіним, С. О. Чаплигіним. Математичний талант Барі помітив професор Лузін. Ніна Барі стає однією з його видних учениць і активною учасницею семінару, що проводиться ученим. У 1925 році Н. К. Барі блискуче закінчила аспірантуру Московського університету, а в січні наступного року успішно захистила кандидатську дисертацію на тему «Про єдиність тригонометричних розкладань».
Перші результати у дослідженні теорії множин Ніна Карлівна отримала ще в студентські роки, коли вчилася на третьому курсі університету. Про результати своїх досліджень вона доповіла на засіданні математичного товариства.
Ступінь доктора фізико-математичних наук їй присудили в 1935 році, коли вона була вже відомим ученим і мала великі заслуги у вивченні тригонометричних рядів і теорії множин.
Н. К. Барі не замикалася в рамках тільки «чистої» науки, а й була активною громадською діячкою. Багато років вона була засідателем народного суду, беручи в цій справі найгарячішу участь. Багато сил віддавала Барі організації і проведенню наукової роботи серед студентської молоді. Педагогічну діяльність Н. К. Барі почала в двадцять років, з 1926 року викладала у Московському університеті.
З 1927 року вона — член Французького і Польського математичних товариств. Бувала декілька разів за кордоном. У 1927 році в Парижі активно брала участь в семінарі академіка Адамара. Через рік, знову в Парижі, веде велику науково-дослідну роботу. Ніна Карлівна представляла радянську математичну школу на міжнародних математичних конгресах в Болоньї (1928) і в Единбурзі (1958). Вона виступала з оглядовими доповідями і на різних математичних конференціях і з'їздах.
15 липня 1961 року Н. К. Барі загинула, потрапивши під потяг московського метро.